# Sciuromorpha
Gli Sciuromorfi (Sciuromorpha Brandt, 1855) sono un sottordine dell'ordine dei Roditori che comprendono tra gli altri gli scoiattoli, i ghiri ed il castoro di montagna.

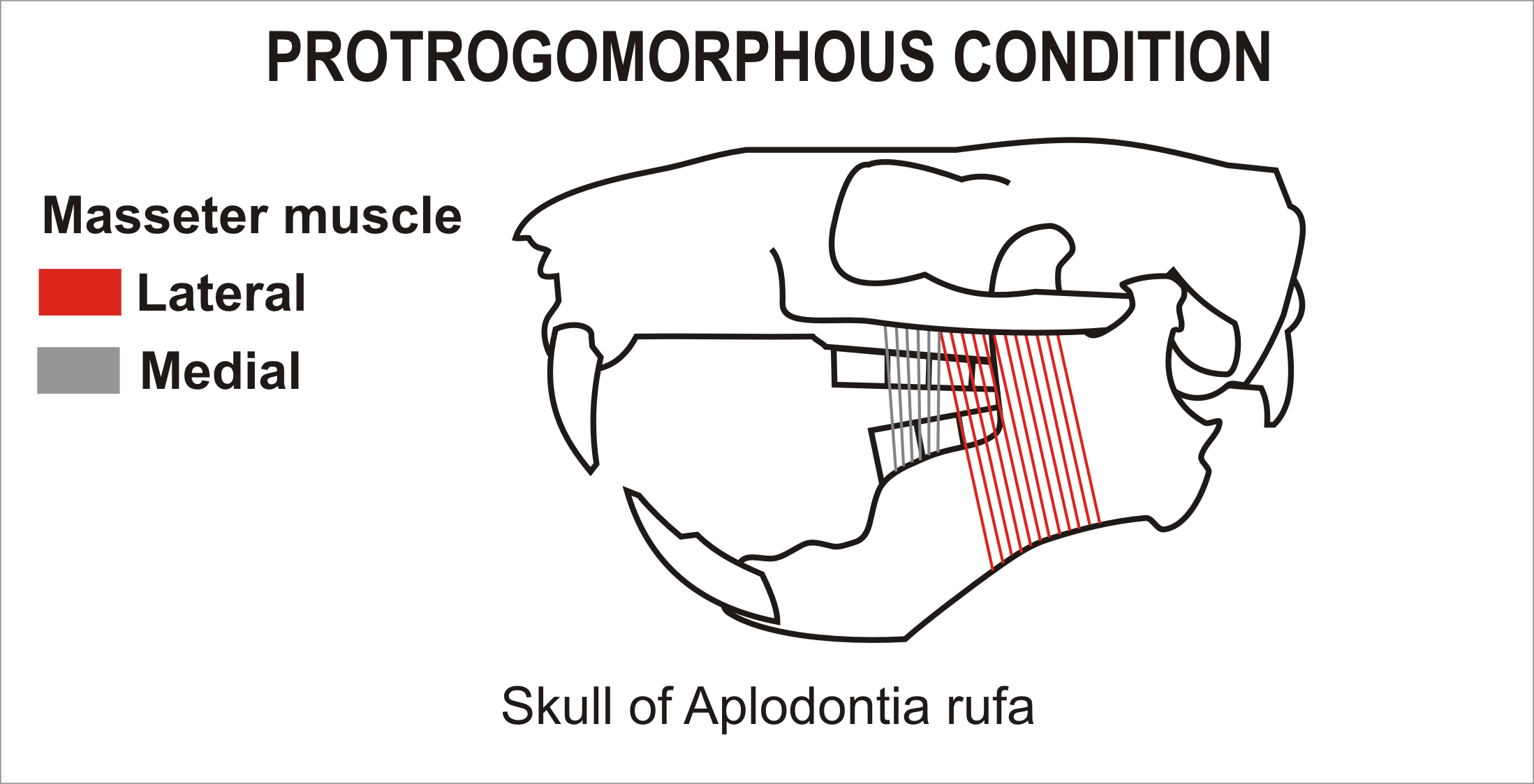
Fig.1

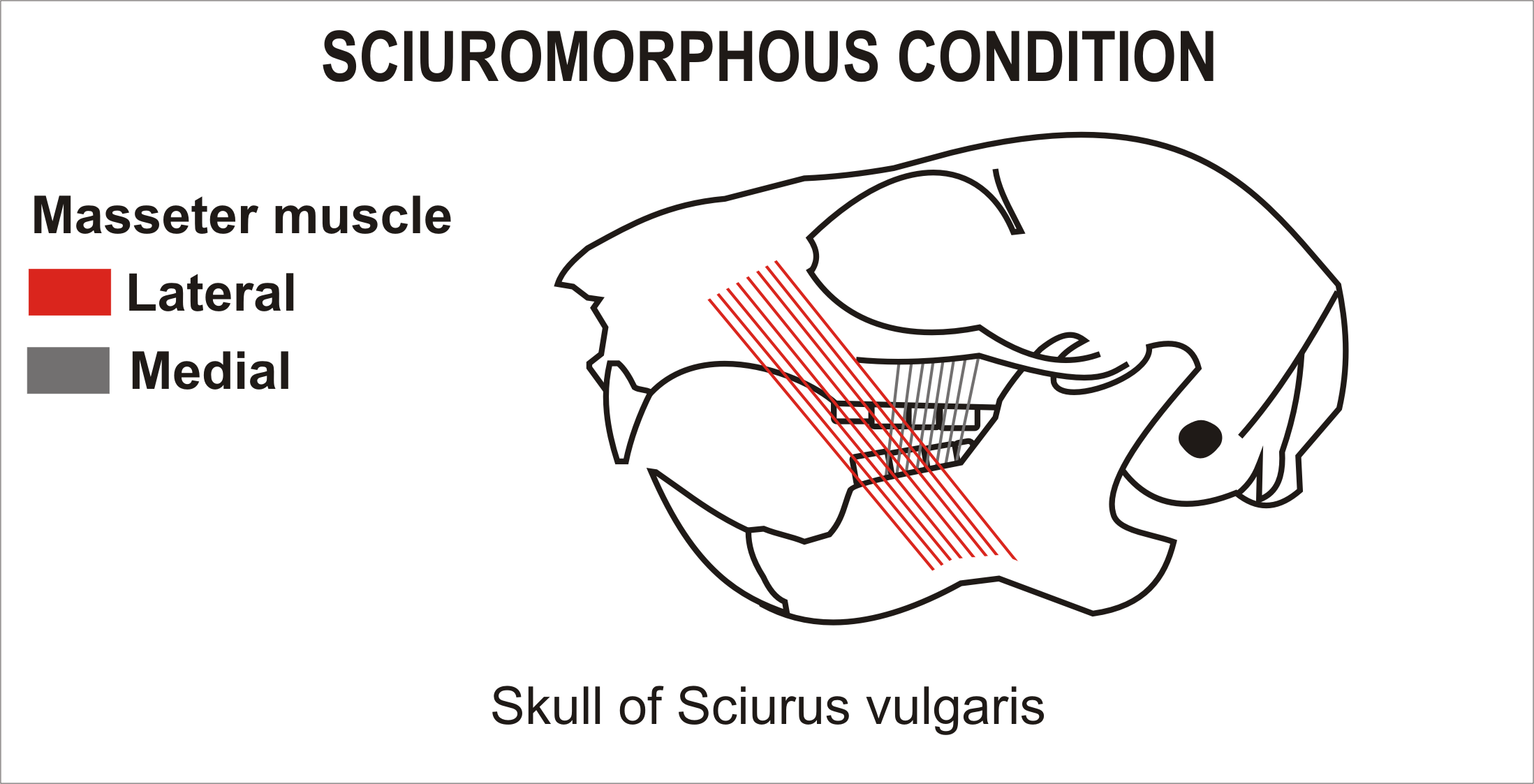
Fig.2

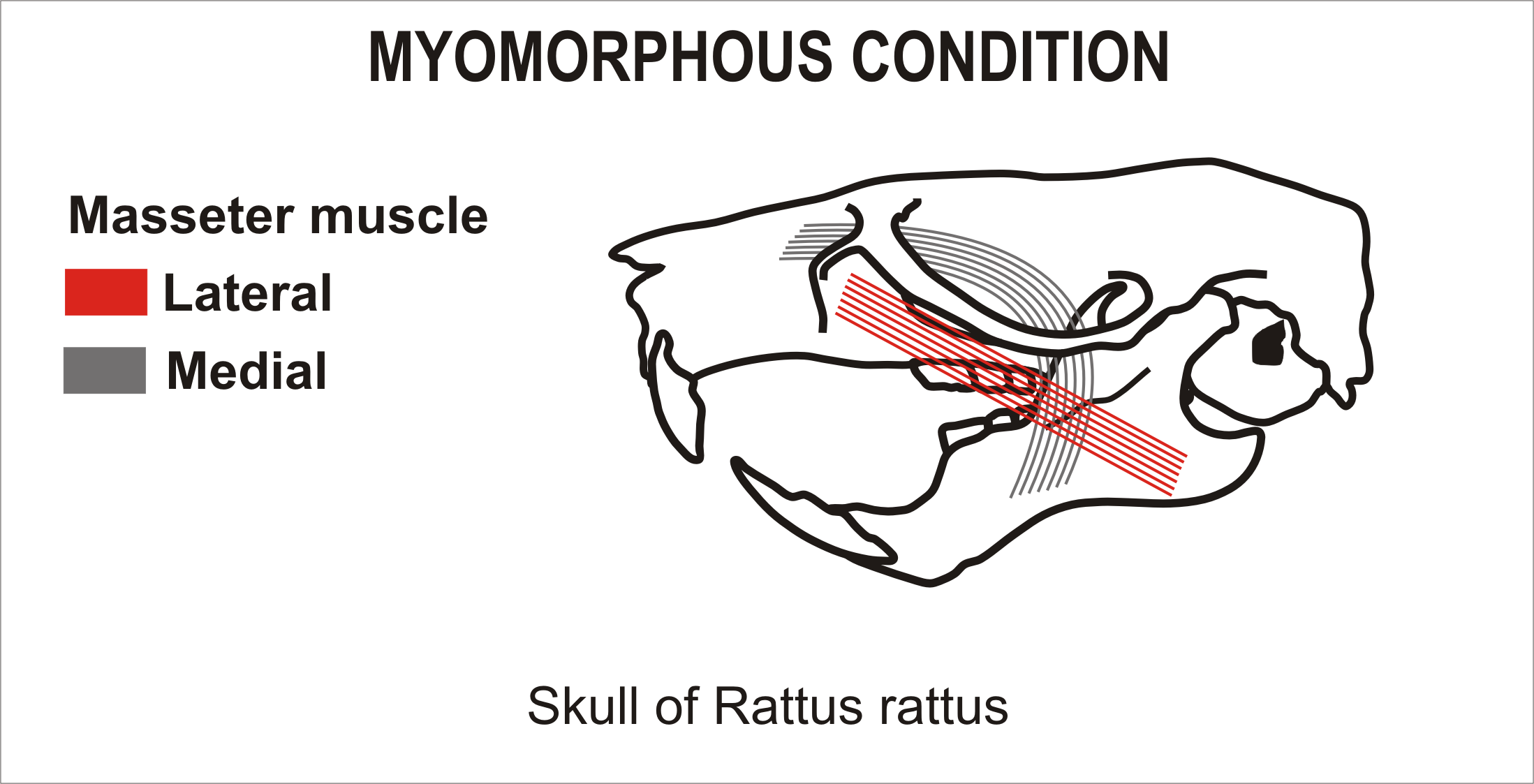
Fig.3

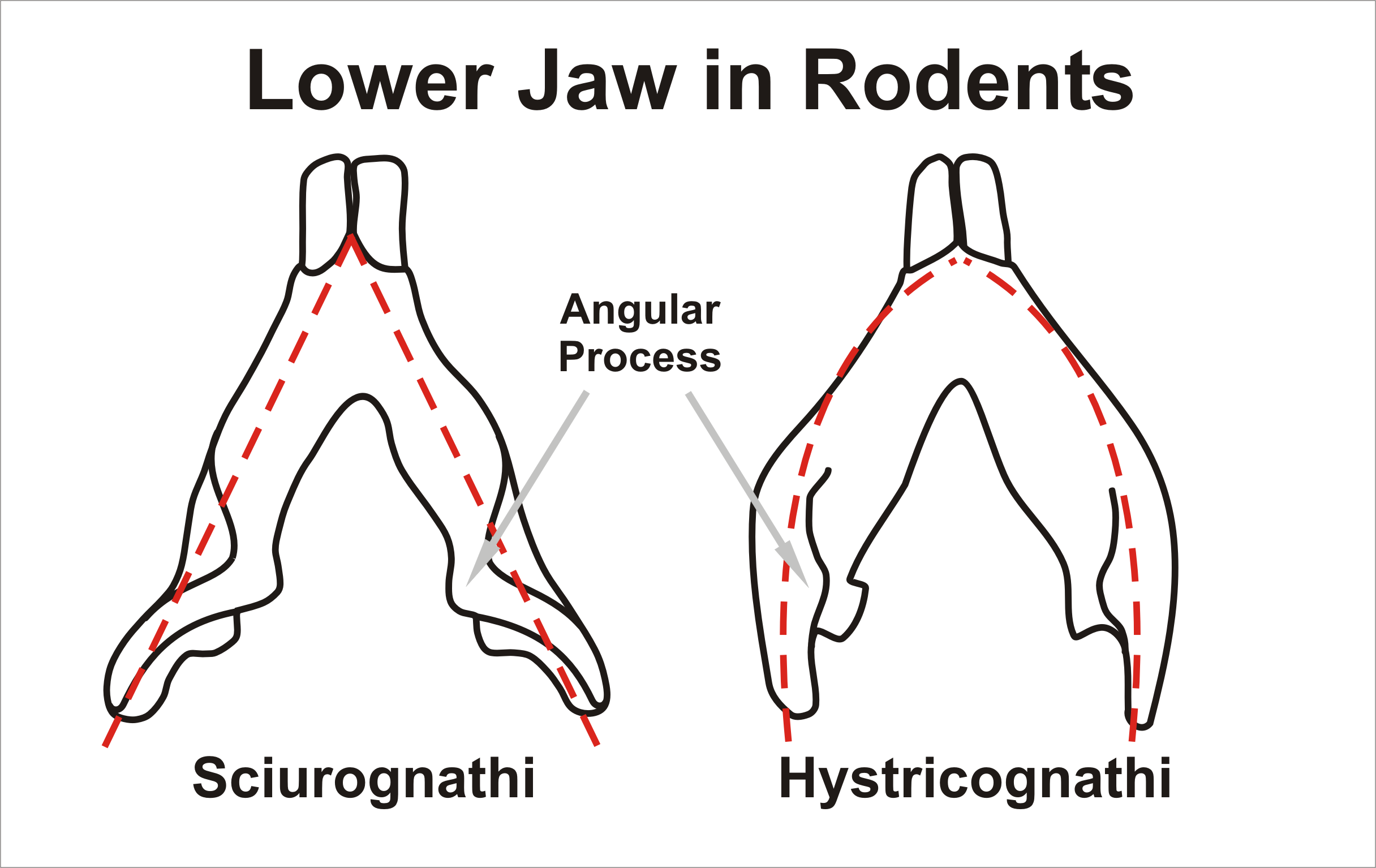
Fig.4

## Descrizione
A questo sottordine appartengono i roditori più antichi, derivati da un gruppo, gli Ischyromyidae, risalenti all'Eocene inferiore. La disposizione del massetere mantiene diversi gradi evolutivi, esibendo nel castoro di montagna la condizione più arcaica, ovvero quella protrogomorfa (Fig.1), presente anche nelle forme progenitrici, negli Sciuridi quella sciuromorfa (Fig.2), mentre nei Gliridi una condizione simile a quella miomorfa (Fig.3), frutto di una convergenza evolutiva e che talvolta viene chiamata appunto "pseuodomiomorfa". La mandibola è di tipo sciurognato (Fig.4), è sempre presente un premolare su ogni semi-arcata, mentre i piccoli ossicini dell'orecchio, l'incudine e il martello sono separati tra loro. Il foro infra-orbitale è piccolo ed attraversato soltanto da vasi sanguigni e nervi eccetto che nei Gliridi, dove è talmente grande da poter permettere il passaggio di fasce del muscolo massetere. La placca zigomatica è sempre orientata verso l'esterno, eccetto che nel genere Graphiurus dove assume una posizione inferiore al foro infra-orbitale, in maniera simile agli Istricomorfi. L'aspetto esterno varia in funzione delle abitudini di vita. Le forme arboricole, gli scoiattoli e i ghiri, hanno un corpo snello e una lunga coda folta, mentre le specie terricole hanno un corpo più robusto e cilindrico con la coda corta o veramente ridotta come nelle marmotte o nel castoro di montagna.

## Distribuzione
Il sottordine è diffuso in tutto il mondo, eccetto le regioni polari, il Madagascar, l'Australia e le isole oceaniche più remote.

## Tassonomia
Gli Sciuromorfi comprendono 3 famiglie viventi:
- La disposizione del massetere è di tipo miomorfo.
  - Gliridae
- La disposizione del massetere è di tipo sciuromorfo.
  - Sciuridae
- La disposizione del massetere è di tipo protrogomorfo.
  - Aplodontidae
  - Mylagaulidae †

Famiglie estinte.
Allomyidae †
Reithroparamyidae †